# ローマ帝国支配下のギリシャ
ローマ帝国支配下のギリシャ（ギリシア語: Έλλάς、ギリシア語ラテン翻字: Éllás、ラテン語: Graecia）では、古代ローマ帝国に占領されていた時代のギリシャのことを記す。

## アカエア属州
アントニウスに勝利して帝政を始めたオクタウィアヌスはギリシャ本土に属州アカエアを設置した。紀元前146年にはクレタ島は属州キレナイカの一部となった。各ポリスは属州内の地方都市として存続した。

## ローマ帝国による復興
アウグストゥスは内戦によって疲弊したギリシャ復興のために、穀物分配や各都市に貨幣造幣の特権を認めるといった政策を採った。また新しい都市を建設し、ローマ市民や周辺住民の移住を促した。ギリシャ人の中にもローマ市民権を得るものも現れた。ギリシャ文化を愛するローマ皇帝（特にネロ、ハドリアヌス）がアテナイの都市整備の援助を行ったり、建造物や神殿の整備や修理を行った。ハドリアヌスをはじめ、多くのローマ人がギリシャを訪れ、ギリシャ諸都市は一種の文化観光都市となった。
また、ギリシャは文化面でローマに大きな影響を与え、『対比列伝』を著したプルタルコス、『地理誌』を著したストラボンなど多くの学者を輩出した。 詩人ホラティウスは「征服されたギリシャ人は猛きローマを征服した（Graecia capta ferum victorem cepit）」という言葉を残している。

## ゲルマン人による略奪
だが3世紀、軍人皇帝時代と呼ばれる内乱期になり、ローマ帝国が弱体化したため、ギリシャは異民族であるゴート人の略奪を受けた、253年にはテッサロニキが襲われ、その後アルゴス、アテナイなどがヘルール族に次々襲われ大きな被害を受けた。

## 関連文献
- 桑山由文 著「ローマ帝政期のギリシア」、金澤周作 監修、藤井崇；青谷秀紀；古谷大輔；坂本優一郎；小野沢透 編『論点・西洋史学』ミネルヴァ書房、2020年。ISBN 9784623087792。
- 南川高志 著「ローマ帝国とギリシア文化」、藤縄謙三 編『ギリシア文化の遺産』南窓社、1993年。ISBN 4816501142。